# Jenseits der Erinnerung
Jenseits der Erinnerung ist ein spanischer Spielfilm aus dem Jahre 2002.

## Handlung
Max ist ein alter Mann. Er ist todkrank und liegt in Paris in einem Krankenhaus. Zu seinem Sterben reist seine Familie an. Seine Frau Marie empfängt die Familie in einem Pariser Hotel und sie diskutieren das eigenartige Verhalten von Max. Er hatte bereits versucht, aus dem Krankenhaus zu fliehen. Der sterbende Mann hat Angst, aber die Familie weiß nicht wovor. Der Patriarch Max hat außerdem nicht den allerbesten Kontakt zu den restlichen Familienmitgliedern. Lediglich Sohn Victor findet Zugang zu Max. Victor schmuggelt den Vater aus dem Krankenhaus heraus. Die Familie erfährt davon und sorgt dafür, dass Max ins Krankenhaus zurückkommt und künftig bewacht wird. Victor bemüht sich jetzt, das Geheimnis hinter der Angst seines Vaters herauszufinden, und entdeckt, dass das Geheimnis seines Vaters weit zurück in der Vergangenheit der Familie zu suchen ist und ein Flüchtlingsdrama aus der Zeit der Franco-Diktatur verbirgt.

## Hintergrund
Der Film erlebte seine Welturaufführung auf der Berlinale 2002, wo er in der Sektion Panorama gezeigt wurde. In Spanien hatte er am 28. Februar 2002 seine Premiere und lief ab dem 1. März 2002 in den spanischen Kinos.

## Auszeichnungen
Bei der Goya-Verleihung 2003 wurde das Drehbuch als bestes Drehbuch des Jahres ausgezeichnet. Geraldine Chaplin erhielt die Auszeichnung als beste Nebendarstellerin des Jahres.